# Municipio San Juan Bautista Tlacoatzintepec
Koordinaten: 17° 51′ 36″ N, 96° 35′ 24″ W
San Juan Bautista Tlacoatzintepec ist ein Municipio im Norden des mexikanischen Staates Oaxaca. Das Gemeindegebiet erstreckt sich über eine Fläche von 50,3 km², beim Zensus 2010 wurden 2292 Einwohner im Municipio gezählt. Verwaltungssitz und größter Ort im Municipio ist das gleichnamige San Juan Bautista Tlacoatzintepec.

## Geographie
Das Municipio San Juan Bautista Tlacoatzintepec liegt auf einer Höhe zwischen 100 m und 2000 m im Distrikt Cuicatlán der Región Cañada. Es zählt zur Gänze zur physiographischen Provinz der Sierra Madre del Sur und liegt vollständig im Einzugsgebiet des Río Papaloapan. Die Geologie des Gemeindegebiets wird von Kalkstein, Schluffstein-Sandstein und Lutit-Sandstein geprägt, vorherrschende Bodentypen sind Regosol und Acrisol. 95 % des Municipios werden von immergrünen tropischen Wäldern eingenommen.
Das Municipio San Juan Bautista Tlacoatzintepec grenzt an die Municipios San Felipe Usila, San Andrés Teotilálpam und San Pedro Sochiápam.

## Bevölkerung
Beim Zensus 2010 wurden im Municipio 2.292 Menschen gezählt. Davon sprachen 88 % eine indigene Sprache, 32,28 % waren Analphabeten. 20,24 % der Bewohner San Juan Bautista Tlacoatzintepecs wurden als Erwerbspersonen registriert, wovon 1,63 % arbeitslos waren. Vorherrschender Wirtschaftssektor war der primäre Sektor (75,06 %), weitere 5,03 Prozent der arbeitenden Bevölkerung waren im Sekundärsektor und 11,21 Prozent im Tertiärsektor tätig. 72,37 % der Bevölkerung lebten in extremer Armut.

## Orte
Das Municipio San Juan Bautista Tlacoatzintepec umfasst 9 localidades, von denen nur der Hauptort vom INEGI als urban klassifiziert ist.
| Ort                               | Einwohner |
| San Juan Bautista Tlacoatzintepec | 1.103     |
| San Pedro la Alianza              | 0.468     |
| San Esteban Tectitlán             | 0.328     |
| La Soledad                        | 0.208     |
| Arroyo Platanal                   | 0.127     |
| El Platanal Río Verde             | 0.030     |
| Cerro Ardilla                     | 0.013     |
| Arroyo Caracol Mecapal            | 0.011     |
| Loma Coyol                        | 0.004     |